# Susan B. Anthony
Susan Brownell Anthony (15. februar 1820 – 13. marts 1906) var en amerikansk kvindesagspionér.
Hun kæmpede tillige for afholdssagen og slaveriets afskaffelse og begyndte omkring 1848 at organisere kvindebevægelsen i USA.
Fra 1869 blev hun leder af National Suffrage Association i samarbejde med Elizabeth Cady Stanton.
Hun udgav sammen med Stanton og Matilda Joslyn Gage The History of Woman Suffrage 1-4 (1881-1902).

## Ekstern henvisning
- Claus Bernet: Susan B. Anthony, in: BBKL, 29, 2008, 93-101, online: http://www.bautz.de/bbkl/a/anthony_s_b.shtml

- Wikimedia Commons har flere filer relateret til Susan B. Anthony